# 야마타키촌
야마타키촌(일본어: 山滝村)은 일본 오사카부 이즈미군·센보쿠군에 설치되었던 촌이다. 현재의 기시와다시에 해당한다.